# Vergongheon

Vergongheon este o comună în departamentul Haute-Loire, Franța. În 2009 avea o populație de 1,835 de locuitori.